# Grande muraglia cinese

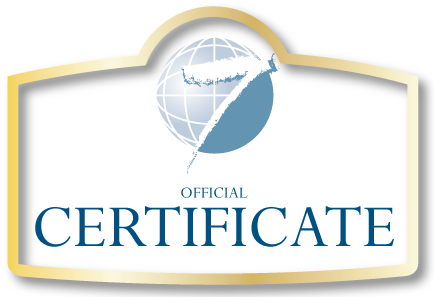
Certificato ufficiale di adesione. Nel 2007 la Grande muraglia cinese viene eletta come parte delle nuove sette meraviglie del mondo.

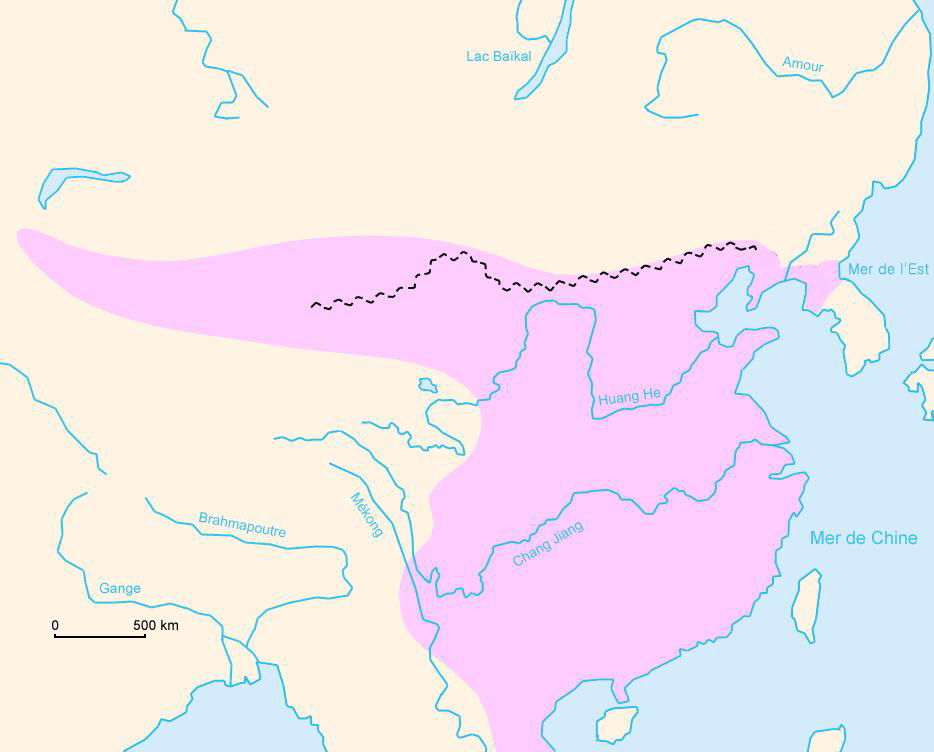
Mappa del percorso

La Grande Muraglia (長城T, 长城S, ChángchéngP), nata come Wanli changcheng (萬里長城T, 万里长城S, Wànlǐ ChángchéngP, Grande Muraglia di 10 000 Lǐ), consiste in una lunghissima serie di mura situate nell'odierna Cina. È stata dichiarata dall'UNESCO patrimonio dell'umanità nel 1987 e inserita nel 2007 fra le sette meraviglie del mondo moderno
Fu costruita a partire dal 214 a.C. circa, per volere dell'imperatore Qin Shi Huang (秦始皇S, Qín Shǐ HuángP, Ch'in Shih-huangW, lett. "Primo Imperatore della dinastia Qin"), lo stesso a cui si deve il cosiddetto Esercito di terracotta di Xi'an, per difendere l'impero dalle popolazioni nomadi e, in particolare, dai pericolosi Unni. La sua lunghezza è stata considerata, fino a poco tempo fa, di 6 350 chilometri con altezze variabili.
Dalle misurazioni effettuate nel 2012 con più recenti strumentazioni tecnologiche (raggi infrarossi, GPS), la Grande Muraglia risulterebbe lunga 8 851 km (di cui circa 350 km di trincee e circa 2 250 km di difese naturali), con uno sviluppo complessivo di 21 196,18 chilometri misurandone tutte le ramificazioni, circa 2 500 in più di quelli stimati.

## Nomi
L'insieme di muri conosciuto oggi come la Grande Muraglia Cinese, nel passato è stato indicato da una serie di nomi diversi o con il nome completo di Grande Muraglia Cinese comprese le sezioni che si sono ormai perse. L'attuale nome ha avuto origine dai racconti entusiasti della "muraglia cinese" dei primi viaggiatori europei; a partire dalla fine del XIX secolo "Grande Muraglia Cinese" è diventato il nome comune delle mura.
In cinese essa è più comunemente nota come Changcheng (长城), che significa "muro lungo"; questo termine può essere trovato nelle Shiji (I secolo a.C.) con riferimento alle mura costruite dagli Stati Combattenti (più in particolare, alle mura di Qin Shi Huang); da queste Memorie deriva il senso figurato "senza fine" (萬里T, 万里S, wànlǐP, lett. "diecimila lǐ"); l'unione con "muro lungo" (长城S, ChángchéngP) forma il nome moderno della Grande Muraglia (萬里長城T, 万里长城S, Wànlǐ ChángchéngP). In effetti, il termine "Wanli Changcheng" non è stato quasi mai usato prima dell'era moderna (un raro esempio è il libro dei Song scritto nel 493, dove si cita il generale di frontiera Tan Daoji).
Storicamente, le dinastie dopo quella Qin hanno evitato di usare il termine changcheng per riferirsi alle loro "grandi mura", in quanto si diceva che il termine evocasse immagini della tirannia dei Qin. Piuttosto, documenti storici indicano l'uso di vari termini come "frontiera" (塞S, sàiP), "bastione" (垣S, yuànP), "barriera" (障S, zhàngP), "fortezze esterne" (外堡S, wàibǎoP), e "muro di confine" (邊墻T, 边墙S, biānqiàngP), oltre a nomi poetici e popolari come "frontiera violetta" (紫塞S, zǐsàiP) e "drago della terra" (地龍T, 地龙S, DìlòngP). Solo in tempi moderni Changcheng è diventato l'unico termine per riferirsi ai lunghi muri di confine indipendentemente dal luogo o dall'origine dinastica, equivalente al termine occidentale "Grande Muraglia Cinese".

## Storia

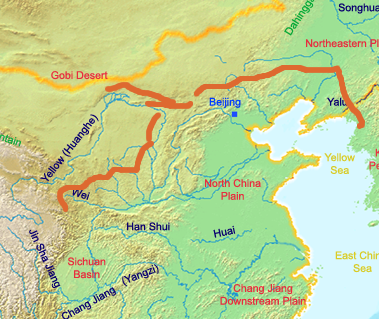
La Grande Muraglia della Dinastia Qin

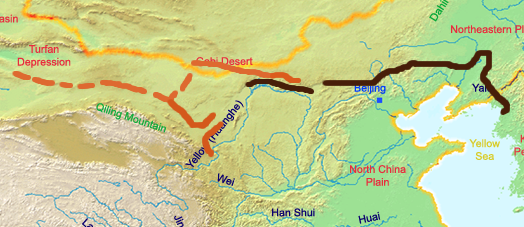
La Grande Muraglia della Dinastia Han

Ai cinesi erano familiari le tecniche per costruire le mura già dal periodo della primavera e autunno tra l'VIII e il V secolo a.C.
Durante questo periodo e il successivo Periodo dei regni combattenti, gli Stati di Qin, Wei, Zhao, Qi, Yan e Zhongshan costruirono ampie fortificazioni per difendere i propri confini. Costruite per resistere all'attacco di armi come spade e lance, fra queste pareti furono inserite terra e ghiaia.
Qin Shi Huang prevalse su tutti gli Stati avversari e unificò la Cina nel 221 a.C., istituendo la dinastia Qin; con l'intenzione d'imporre il dominio centralizzato e di prevenire il riemergere dei signori feudali, ordinò la distruzione delle sezioni di muro che dividevano il suo impero lungo i precedenti confini statali. Per definire e difendere il territorio dell'impero rispetto al popolo Xiongnu del nord, ordinò la costruzione di nuove mura per collegare le restanti fortificazioni lungo la frontiera settentrionale dell'impero. Trasportare la grande quantità di materiali necessari per la costruzione era difficile, quindi i costruttori cercarono sempre di utilizzare risorse locali. Le pietre delle montagne furono utilizzate sulle catene montuose, mentre la terra battuta fu utilizzata per la costruzione in pianura. Non sono stati rinvenuti documenti storici intatti che indichino l'esatta lunghezza e il corso delle mura della dinastia Qin.
La maggior parte delle mura antiche si è erosa nel corso dei secoli. Il costo umano della costruzione non è noto, ma è stato stimato da alcuni autori che centinaia di migliaia - forse vicino al milione - di lavoratori morirono nella costruzione delle mura durante la dinastia Qin. In seguito le dinastie del nord, fra cui la Han e la Sui, ripararono, ricostruirono o espansero varie sezioni della Grande Muraglia pagando molto per difendersi dagli invasori del nord. Le dinastie Tang e Song non costruirono alcun muro nella regione, in modo sostanziale. Le dinastie Liao, Jin, Yuan, che governarono la Cina settentrionale durante la maggior parte dei secoli X-XIII, costruirono alcune mura difensive nel XII secolo situate, comunque, molto a nord della Grande Muraglia, nell'odierna Mongolia sia interna sia esterna.

### Periodo Ming

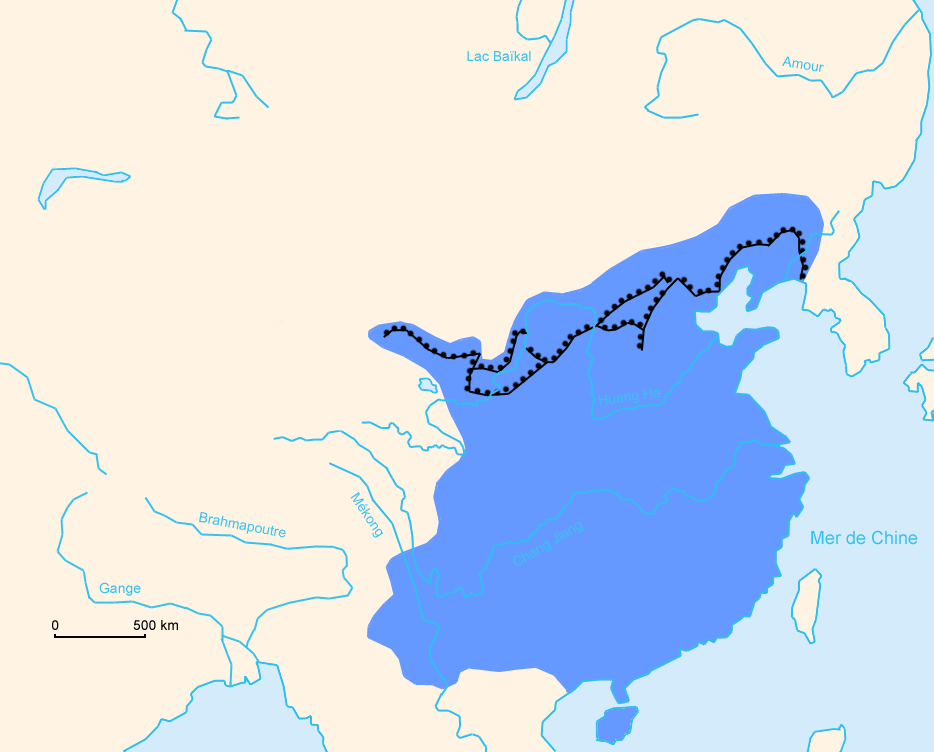
L'estensione del territorio della Dinastia Ming e delle sue mura

L'idea di una Grande Muraglia fu ripresa nuovamente durante la dinastia Ming nel XIV secolo, dopo la sconfitta dell'esercito Ming da parte degli Oirati, nella battaglia della Fortezza di Tumu. I Ming non erano riusciti a ottenere una vittoria chiara sulle tribù della Manciuria e della Mongolia dopo le battaglie successive, e il conflitto che ormai durava da lungo tempo stava indebolendo l'impero; i Ming adottarono una nuova strategia per tenere lontane le tribù nomadi: la costruzione di muri lungo il confine settentrionale della Cina. Riconoscendo il controllo mongolo stabilito nel deserto di Ordos, il muro seguì il bordo meridionale del deserto invece di incorporare la piegatura del Fiume Giallo.
A differenza delle fortificazioni precedenti la costruzione Ming era più forte e più elaborata impiegando mattoni e pietra piuttosto che terra battuta. Si stima che siano state costruite fino a venticinquemila torri di guardia lungo il muro. Poiché le incursioni mongole continuarono periodicamente nel corso degli anni, i Ming dedicarono notevoli risorse per riparare e rinforzare le mura; le sezioni vicino alla capitale Ming di Pechino furono particolarmente fortificate. Anche il famoso generale Qi Jiguang, grazie al sostegno del primo ministro Zhang Juzheng, riparò e rinforzò il muro, tra il 1567 e il 1570: aggiunse mattoni a sezioni in terra battuta e costruì milleduecento torri di guardia da Shanhaiguan a Changping per la vigilanza riguardo all'avvicinamento di predoni mongoli. Fra il 1440 e il 1460, i Ming costruirono anche un cosiddetto "Muro di Liaodong"; simile in funzione alla Grande Muraglia (della quale, in un certo senso, era un'estensione), ma più semplice nella costruzione, il Muro di Liaodong racchiudeva il cuore agricolo della provincia Liaodong, proteggendolo contro eventuali incursioni dai mongoli Jurchen, Oriyanghan da nord-ovest e gli Jurchen dello Jianzhou da nord. Mentre pietre e piastrelle furono utilizzate in alcune parti del Muro Liaodong, la maggior parte del muro era in realtà semplicemente realizzato con terra battuta e corredato di fossati su entrambi i lati.
Verso la fine della dinastia Ming la Grande Muraglia contribuì a difendere l'impero dalle invasioni Manciù che ebbero inizio intorno al 1600. Anche dopo la perdita di tutta la regione Liaoning, l'esercito Ming mantenne il controllo dell'altamente fortificato passo Shanhai, impedendo ai Manchu di conquistare il cuore della Cina. I Manciù furono finalmente in grado di attraversare la Grande Muraglia, nel 1644, dopo che Pechino era già stata conquistata dai ribelli di Li Zicheng; già precedentemente i Manciù avevano attraversato la Grande Muraglia più volte per razziare, ma questa volta fu per conquistare. Il 25 maggio le porte a Shanhaiguan furono aperte dal comandante generale Ming Wu Sangui alleatosi con i Manciù, nella speranza di usarli per espellere i ribelli da Pechino. I Manciù s'impadronirono velocemente di Pechino, e dopo aver sconfitto sia la dinastia Shun (fondata dai ribelli) sia la restante resistenza Ming, stabilirono il governo della dinastia Qing su tutta la Cina.
Sotto il governo Qing i confini della Cina si estesero oltre le mura e la Mongolia fu annessa all'impero, quindi, si interruppe la costruzione della Grande Muraglia. D'altra parte, il cosiddetto Salice Palisade, seguendo una linea simile a quella del muro Ming Liaoning, è stato costruito dai governanti Qing in Manciuria; il suo scopo, però, non era per difesa ma per il controllo delle migrazioni.

### Apprezzamento straniero

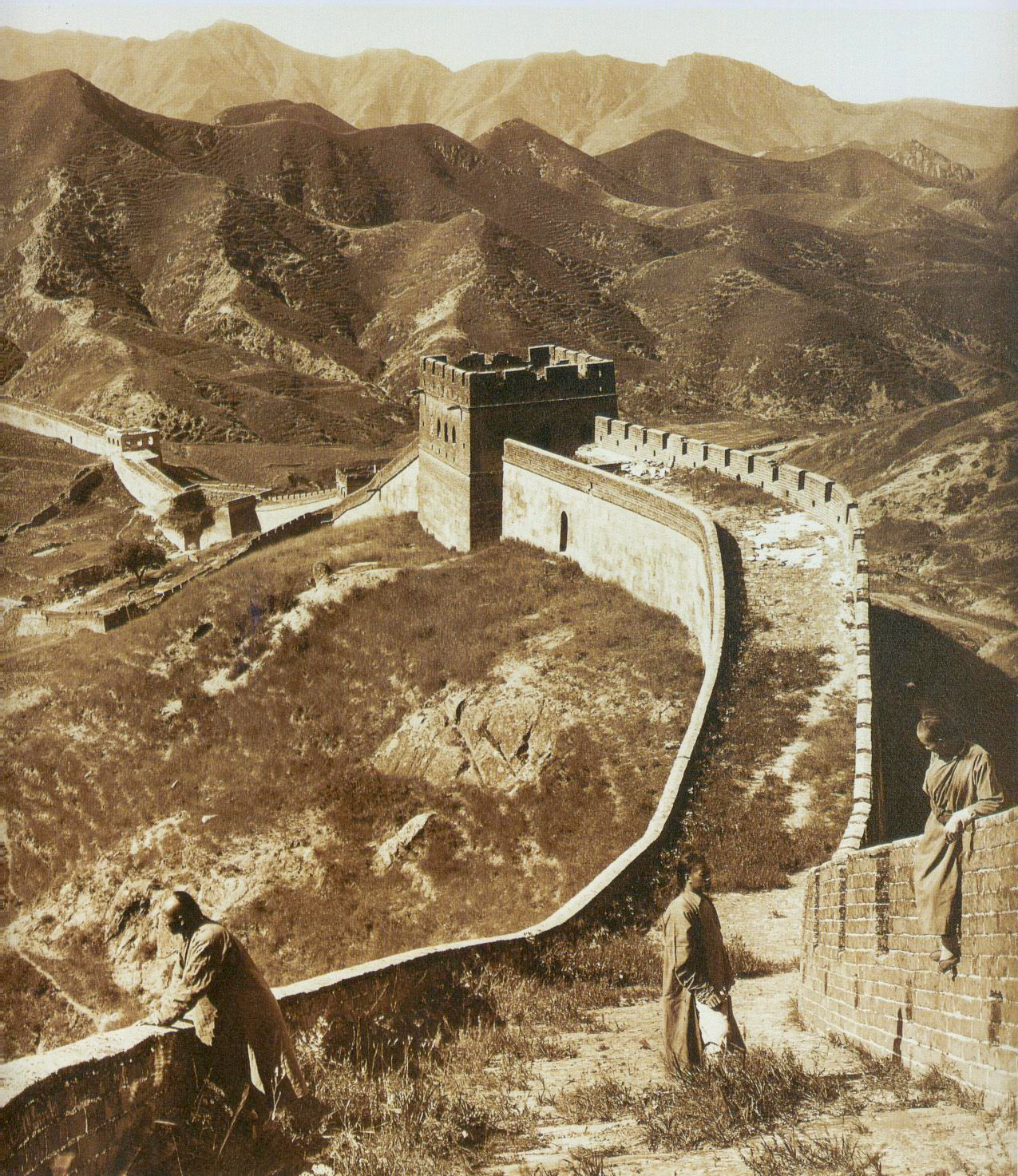
La Grande Muraglia nel 1907

Gli Arabi antichi avevano sentito parlare della Grande Muraglia Cinese nei periodi precedenti della storia della Cina già nel XIV secolo. Essi la associarono con i muri Gog e Magog di Dhul-Qarnayn del Corano, come il viaggiatore nordafricano Ibn Battuta aveva sentito dalle comunità musulmane locali a Guangzhou intorno al 1346. Marco Polo, nel suo Milione (scritto intorno al 1298), non fa invece alcun riferimento a essa.
Soltanto dopo che gli europei raggiunsero la Cina Ming nei primi anni del XVI secolo, i racconti della Grande Muraglia iniziarono a circolare in Europa anche se nessun europeo riuscì a vederla con i propri occhi per un altro secolo. Forse una delle prime descrizioni del muro, e della sua importanza per la difesa del Paese contro i "tartari" (cioè i mongoli), potrebbe essere quella contenuta nel terzo Decada di Asia di João de Barros (pubblicato nel 1563). Altri racconti nelle fonti occidentali comprendono quelli di Gaspar da Cruz, Bento de Góis, Matteo Ricci, e il vescovo Juan González de Mendoza. Nel 1559, nella sua opera "Trattato della Cina e delle regioni vicine" Gaspar da Cruz offre una discussione iniziale della Grande Muraglia. Forse il primo caso registrato di un europeo che entrò effettivamente in Cina attraverso la Grande Muraglia è del 1605, quando il gesuita portoghese Bento de Góis raggiunse il passo Jiayu a nord-ovest, provenendo dall'India. I primi racconti europei erano per lo più modesti ed empirici, copiando molto la descrizione contemporanea cinese del muro, anche se poi scivolavano in iperboli, compresa l'affermazione errata, ma onnipresente, che le Mura Ming fossero le stesse che erano state costruite da Qin Shi Huang nel III secolo a.C.
Quando la Cina aprì le sue frontiere ai mercanti e ai visitatori stranieri, dopo la sconfitta nella prima e nella seconda guerra dell'oppio, la Grande Muraglia diventò un'attrazione importante per i turisti. I diari di viaggio del tardo XIX secolo migliorarono ulteriormente la reputazione e la mitologia della Grande Muraglia in modo tale che, nel XX secolo, si credeva che la Grande Muraglia fosse visibile dalla Luna, mentre in realtà non è vero (vedi paragrafo visibilità dalla Luna, sotto).

## Descrizione

### Corso

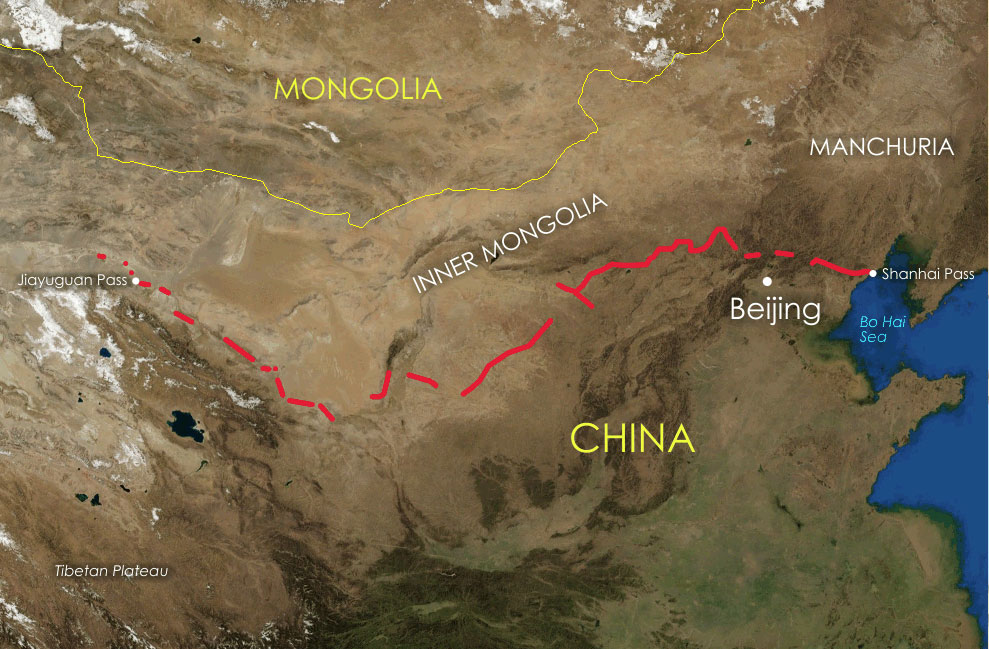
Le sezioni della Grande Muraglia Cinese che sono in piedi ancora oggi

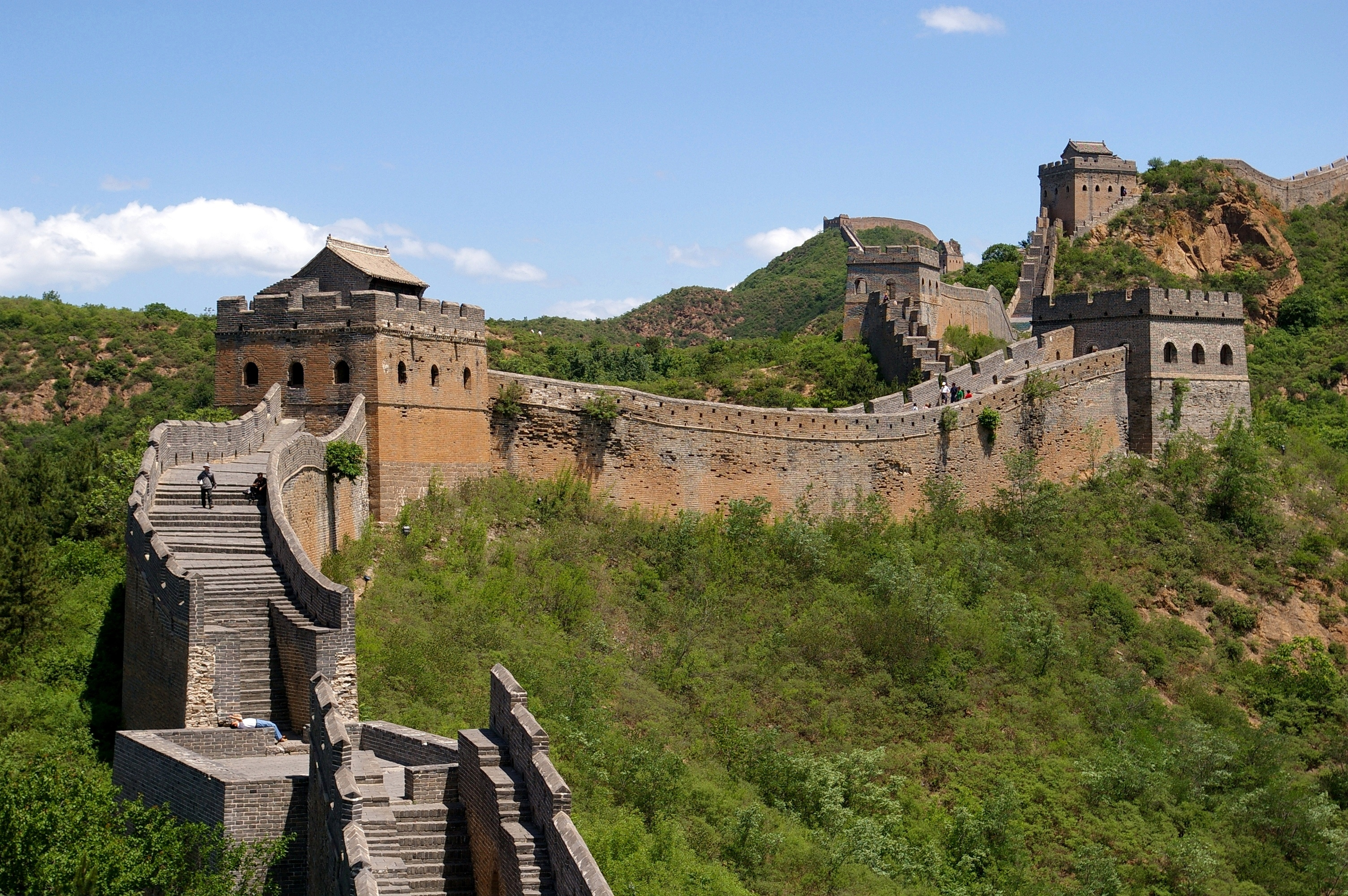
Un'area delle sezioni della Grande Muraglia a Jinshanling

La posizione della Grande Muraglia Cinese è principalmente nel nord della Cina, luogo che presentava il maggior pericolo di invasioni barbariche. Si possono trovare, tuttavia, anche alcune sezioni nella parte meridionale del Paese, che nel loro insieme vengono chiamate Grande Muraglia del Sud.
Nonostante non ci sia un consenso unanime sulla definizione della Grande Muraglia Cinese, fatto che rende l'intero corso della Grande Muraglia difficile da descrivere nella sua interezza, il percorso della linea principale della Grande Muraglia che segue le costruzioni Ming può essere tracciato.
Il passo di Jiayu, situato nella provincia di Gansu, è il termine occidentale della Grande Muraglia Ming. Sebbene fortificazioni Han come il passo di Yumen e il Yangguan esistano più a ovest, le pareti ancora esistenti che portano a questi passaggi sono difficili da rintracciare. Dal passo di Jiayu il muro viaggia in modo discontinuo lungo il Corridoio Gansu e nei deserti di Ningxia, dove entra il bordo occidentale del Fiume Giallo a Yinchuan. Qui le prime grandi mura erette durante la dinastia Ming tagliano attraverso il deserto Ordos verso il bordo orientale del Fiume Giallo. Lì al passo di Piantou (偏头 关) nella città di Xinzhou, in provincia di Shanxi, la Grande Muraglia si divide in due con la "Grande Muraglia Esterna" (外 长城) che si estende lungo il confine della Mongolia con lo Shanxi in provincia di Hebei, e la "Grande Muraglia Interna" (内 长城) che si estende verso sud-est dal passo di Piantou per circa quattrocento chilometri, attraversando passaggi importanti come il passo di Pingxing e il passo di Yanmen prima di ricongiungersi con la Grande Muraglia Esterna a Sihaiye (四海 冶), nella Contea di Yanqing, Pechino.
Le sezioni della Grande Muraglia vicino al comune di Pechino sono particolarmente famose: erano frequentemente rinnovate e sono regolarmente visitate dai turisti al giorno d'oggi. La Grande Muraglia Badaling vicino a Zhangjiakou è il più famoso tratto della muraglia, e per questo è stato il primo tratto a essere aperto al pubblico dalla Repubblica Popolare Cinese; un seguente tratto fu reso visitabile ai dignitari stranieri. A sud di Badaling c'è il passo di Juyong; utilizzato dai cinesi per proteggere la loro terra, questa sezione del muro aveva molte guardie per difendere Pechino, capitale della Cina. Realizzata in pietra e mattoni dalle colline, questa porzione della Grande Muraglia è di quasi otto metri di altezza e cinque metri di larghezza.
Ai margini del Golfo di Bohai si trova il Passo di Shanai, la fine tradizionale della Grande Muraglia conosciuto anche come "Il primo passaggio sotto il cielo" (天下第一 关). La parte del muro che incontra il mare è chiamata "Vecchia testa di Drago" (老 龙头) ed è all'interno del complesso del passo di Shanhai. Tre chilometri a nord di Shanhaiguan c'è il Grande Muro di Jiaoshan (焦山 长城), il sito della prima montagna della Grande Muraglia. Quindici chilometri a nord-est da Shanhaiguan c'è Jiumenkou (九 门口), che è l'unica parte del muro che fu costruita come un ponte.

### Caratteristiche

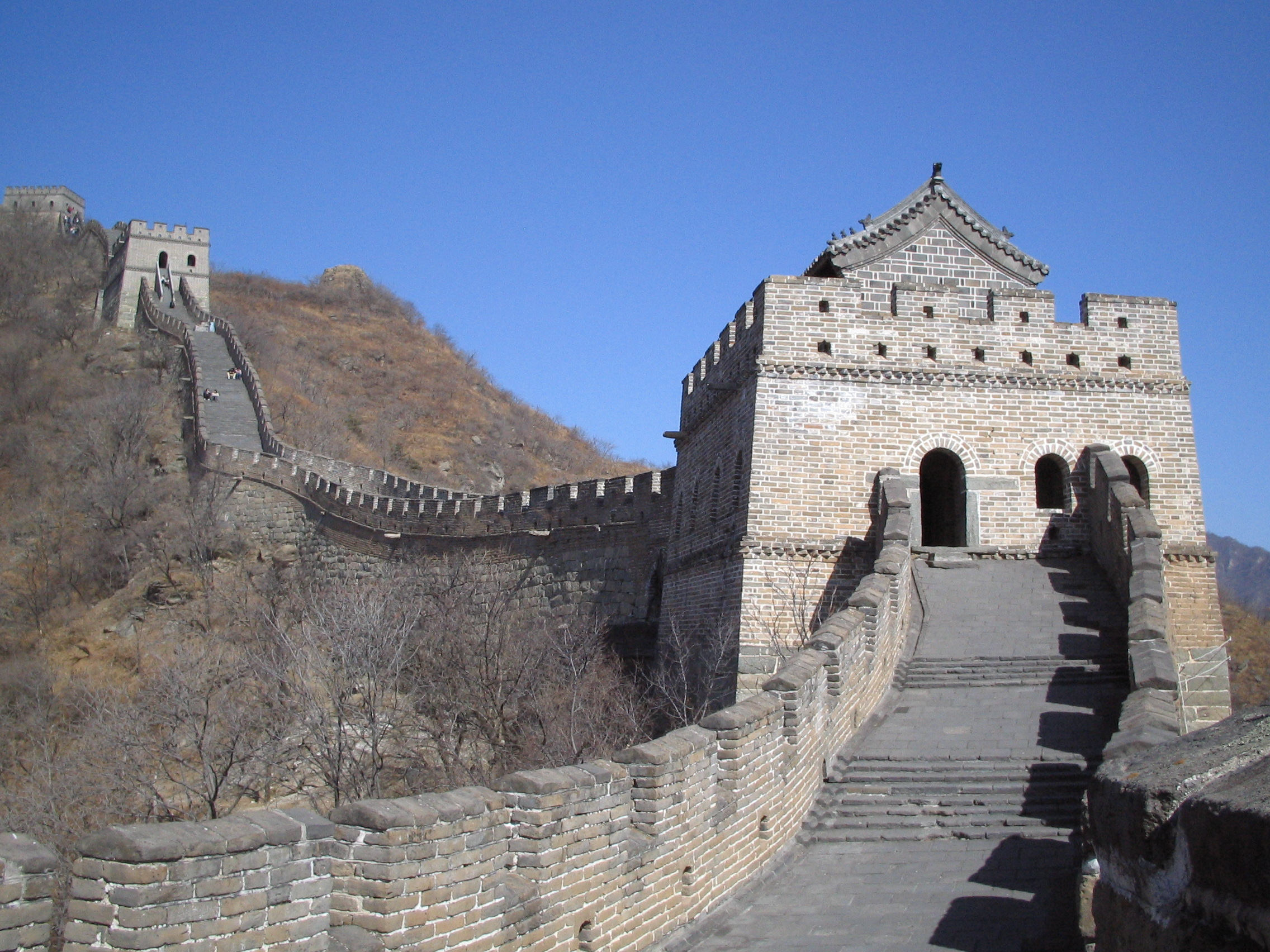
La Grande Muraglia a Mutianyu, vicino a Pechino

Prima dell'uso di mattoni, la Grande Muraglia era stata costruita principalmente utilizzando terra battuta, sassi e legno. Durante la dinastia Ming, tuttavia, i mattoni furono utilizzati in molte aree della parete, così come lo furono i materiali come piastrelle, calce e pietra. Le dimensioni e il peso dei mattoni li rendeva più facili da lavorare rispetto alla terra e alla pietra, accelerando la costruzione. 
D'altronde, la pietra può sopportare il proprio peso meglio dei mattoni, ma è più difficile da lavorare; di conseguenza, le pietre tagliate in forme rettangolari sono state utilizzate per la fondazione e per i passaggi pedonali interni ed esterni. La stragrande maggioranza del muro è edificata con merli per la difesa; questi sono alti poco più di trenta centimetri e larghi poco più di venti; dai parapetti le guardie potevano controllare il terreno circostante. La comunicazione tra le unità dell'esercito lungo la lunghezza della Grande Muraglia, tra cui la possibilità di chiamare rinforzi e avvertire le guarnigioni riguardo ai movimenti nemici, era di grande importanza: svariate torrette di segnalazione sono presenti sulle cime delle colline o in altri punti alti lungo il muro in modo da renderle facili le segnalazioni. I cancelli di legno forse erano usati come una trappola contro quelli che li attraversavano. Caserme, scuderie e armerie furono costruite vicino alla superficie interna del muro.

### Condizione

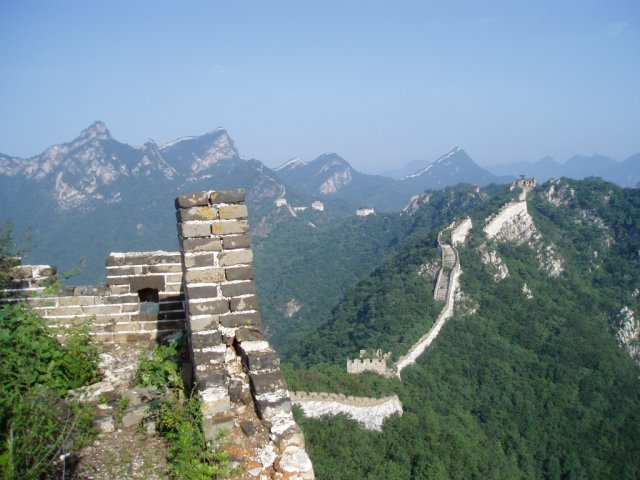
Una porzione più rurale della Grande Muraglia che si estende per le montagne, vista in leggera rovina

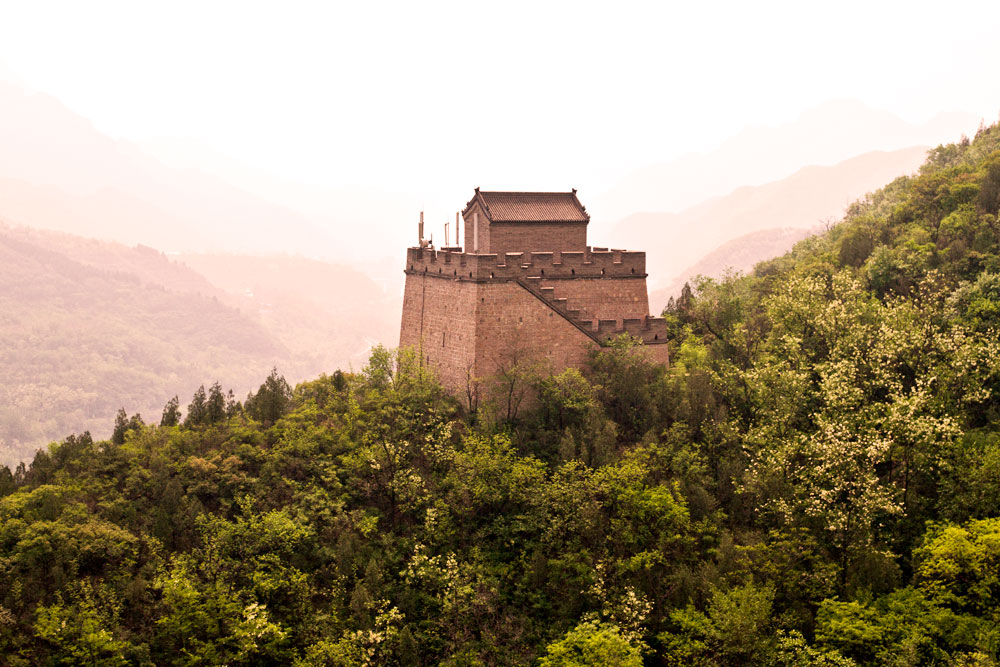
Una sezione della Grande Muraglia vicino a Pechino

Mentre alcune porzioni a nord di Pechino e vicino a centri turistici sono state conservate e anche ampiamente rinnovate, in molti luoghi la muraglia è in rovina. Alcune sezioni del Muro sono anche soggette a graffiti e ad atti vandalici. Alcune parti sono state distrutte perché la muraglia ostacolava nuove costruzioni.
Più di sessanta chilometri della muraglia in provincia di Gansu potrebbero scomparire nei prossimi venti anni per via dell'erosione causata da tempeste di sabbia. In alcuni punti l'altezza del muro è stata ridotta da più di cinque metri a meno di due metri. Le torri di avvistamento quadrate che caratterizzano le immagini più famose del muro sono scomparse completamente. Molte sezioni occidentali del muro sono state costruite utilizzando il fango, piuttosto che mattoni e pietra, pertanto, sono più sensibili all'erosione. Nell'agosto 2012, una sezione di trenta metri della muraglia, nella provincia di Hebei (nord della Cina) è crollata dopo giorni di forti piogge continue.

## Visibilità dallo spazio

### Visibilità dalla Luna
Uno dei primi riferimenti noti a questo mito appare in una lettera scritta nel 1754 dall'archeologo inglese William Stukeley. Stukeley ha scritto che "Questo possente muro di quattro miglia di lunghezza (Vallo di Adriano) è superato solo dalla Muraglia Cinese, la quale fa una notevole figura sul globo terrestre, e potrebbe essere individuata dalla Luna". L'affermazione è stata citata anche da Henry Norman nel 1895 dove egli afferma che "oltre alla sua età - la Grande Muraglia - gode della reputazione di essere l'unica opera fatta dalle mani dell'uomo sul globo terrestre visibile dalla Luna". La questione dei "canali" su Marte era sentita alla fine del XIX secolo e può aver portato alla convinzione che oggetti sottili e lunghi possano essere visibili dallo spazio. L'affermazione che la Grande Muraglia sia visibile dalla Luna appare anche nella fascetta Ripley's Believe It or Not! del 1932, e nel libro Secondo Libro delle Meraviglie di Richard Halliburton del 1938.
La Grande Muraglia viene spesso indicata come l'unica opera umana visibile dallo spazio (o dalla Luna), ma questa è un'affermazione che, per quanto suggestiva, è priva di ogni fondamento. Il motivo è molto semplice: anche se lunga migliaia di chilometri (misura rimarchevole riguardo a un'osservazione anche da notevoli distanze dal pianeta) la Grande Muraglia è però larga meno di dieci metri, pertanto, già a un centinaio di chilometri di altezza - e, a maggior ragione, da migliaia o centinaia di migliaia di chilometri dal pianeta - essa non sarebbe visibile a causa del potere risolutivo dell'occhio umano. Effettivamente, molti astronauti hanno riferito al quartier generale della NASA di non aver mai notato la serpeggiante costruzione, se non usando il telescopio. In ogni caso, dalla Luna è assolutamente impossibile vederla a occhio nudo; basti l'affermazione di un astronauta riguardo al fatto che la Terra appare come una "meravigliosa sfera, principalmente bianca, con un po' di blu e qualche zona gialla e occasionalmente un po' di vegetazione verde".

### Visibilità da un'orbita bassa
Una domanda più controversa è se la Grande Muraglia sia visibile dall'orbita terrestre bassa (a un'altitudine di minimo 160 km). La NASA sostiene che è appena visibile, e solo in condizioni praticamente perfette: non è più evidente di molti altri oggetti artificiali. Altri autori hanno sostenuto che a causa delle limitazioni delle ottiche dell'occhio e la spaziatura dei fotorecettori nella retina, è impossibile vedere il muro a occhio nudo, anche da un'orbita bassa: ciò richiederebbe un'acutezza visiva di 20/3 (7,7 volte migliore rispetto al normale).
L'astronauta Bill Pogue pensava di averla vista dallo Skylab, ma scoprì che in realtà stava guardando il Gran Canale vicino a Pechino. Vide la Grande Muraglia con il binocolo, ma disse che "non era visibile a occhio nudo". Il senatore statunitense Jake Garn ha affermato di essere stato in grado di vedere la Grande Muraglia a occhio nudo da un'orbita di un veicolo spaziale nei primi anni 1980, ma la sua affermazione è stata contestata da diversi astronauti americani. L'astronauta veterano statunitense Eugene Cernan ha dichiarato: "Orbitando intorno alla Terra da 160 a 320 chilometri la Grande Muraglia Cinese è, a dire il vero, invisibile a occhio nudo". Edward Lu, ufficiale scientifico della Spedizione 7 a bordo della Stazione spaziale internazionale, aggiunge che "è meno visibile di un sacco di altri oggetti. E bisogna sapere dove guardare".
Nel 2001, Neil Armstrong ha dichiarato circa la vista dall'Apollo 11: "Io credo che, almeno con i miei occhi, non ci sia stato alcun oggetto artificiale che ho potuto vedere. Io non ho ancora trovato nessuno che mi abbia detto di aver visto la Grande Muraglia Cinese da un'orbita terrestre... Ho chiesto a varie persone, particolarmente ai ragazzi dello Shuttle, che hanno fatto varie orbite intorno alla Cina di giorno, e quelli con cui ho parlato non l'hanno vista".
Nell'ottobre 2003, l'astronauta cinese Yang Liwei ha dichiarato che non era stato in grado di vedere la Grande Muraglia Cinese. In risposta, l'Agenzia spaziale europea (ESA) ha emesso un comunicato stampa che riporta che da un'orbita fra 160 e 320 chilometri, la Grande Muraglia è visibile a occhio nudo. Nel tentativo di chiarire ulteriormente le cose, l'ESA ha pubblicato una foto di una parte della "Grande Muraglia" fotografata dallo spazio.
Leroy Chiao, un astronauta cinese-americano, ha scattato una fotografia dalla Stazione spaziale internazionale che mostra la Muraglia. Era così indistinta che il fotografo non era certo di averla effettivamente fotografata. Sulla base della fotografia, il China Daily ha riferito che la Grande Muraglia può essere vista dallo spazio, a occhio nudo, in condizioni di visualizzazione favorevoli, se si sa esattamente dove cercare. Al riguardo si deve considerare, però, che la risoluzione di una fotocamera è tipicamente di gran lunga superiore rispetto all'occhio umano, quindi, la questione della visibilità a occhio nudo non ha nulla a che vedere con eventuali fotografie.

## Leggende
Una leggenda vuole che gli schiavi morti durante i lavori di costruzione della Grande Muraglia venissero seppelliti al suo interno. Nella tradizione popolare si racconta di una bellissima ragazza di nome Meng che, scoperto il corpo del marito sepolto all'interno delle mura, per la disperazione si gettò in mare. Ancora oggi, a Shanhaiguan, il punto di partenza della Grande Muraglia, si trovano il tempio di Meng e la roccia dove Meng aspettava il ritorno del marito prima di sapere della sua morte. Ancora oggi i cittadini e i turisti trovano l'abitudine di gettare pietre, la maggior parte delle volte pitturate di rosso, in onore di Meng.

## Influenza culturale
- L'espressione "Grande Muraglia" viene spesso utilizzata per simboleggiare qualcosa di enorme che può impedire l'accesso a qualcosa. Per analogia, una grande struttura astronomica è stata chiamata in questo modo.
- Una leggenda vorrebbe che gli schiavi morti durante la costruzione venissero seppelliti all'interno della muraglia. In realtà resti umani sono stati trovati nei pressi delle mura ma mai all'interno. Del resto i corpi - qualora parte integrante del muro - decomponendosi, avrebbero destabilizzato la struttura.
- Nei primi anni del duemila è risultata l'opera architettonica più votata in un sondaggio effettuato al fine di stabilire un insieme di opere che potessero essere considerate le Sette meraviglie del mondo moderno.
- Il gioco da tavolo del Mah Jong, inventato nel XIX secolo, celebra nel proprio svolgimento la costruzione della Grande Muraglia grazie a tessere particolari in avorio e bambù simili a mattoncini (le stesse usate nell'omonimo solitario). Le prime fasi del gioco sono la costruzione della muraglia e l'apertura della breccia.
- Lo scrittore praghese Franz Kafka si è ispirato alla Grande Muraglia nel suo frammento in prosa intitolato da Max Brod Durante la costruzione della muraglia cinese (Beim Bau der chinesischen Mauer).
- Nel 2016 è uscito il film The Great Wall, ispirato alla costruzione della Grande Muraglia.
- Il documentario Atlantide - La grande muraglia racconta della Grande Muraglia diretta da Qi Jiguang.
- Tra i molti fotografi occidentali che hanno fotografato la Grande Muraglia citiamo il fotografo pittorialista scozzese Donald Mennie.
- Un personaggio dell'anime e manga Inazuma Eleven GO si chiama Wanli Changcheng, ovvero Grande Muraglia in cinese; una sua tecnica si chiama Grande Muraglia.
- Nel videogioco Street Fighter la Grande Muraglia è lo stage del lottatore cinese Li.
- Nel 1988 la coppia di artisti Marina Abramović e Ulay, dopo 12 anni di sodalizio, decidono di lasciarsi e di sancire la fine del loro rapporto con un'ultima performance artistica, The Wall Walk in China: entrambi percorrono a piedi una parte della grande muraglia cinese partendo da capi opposti per incontrarsi a metà strada e dirsi addio.
- Nel film Lara Croft: Tomb Raider - La culla della vita, la protagonista viaggia in moto su una sezione della muraglia poiché deve raggiungere una località senza strade.
- Nel videogioco Titan Quest, il giocatore porta il suo personaggio lungo una parte della grande muraglia, per raggiungere la Cina attraverso le terre occidentali dall'Asia.

## Galleria d'immagini

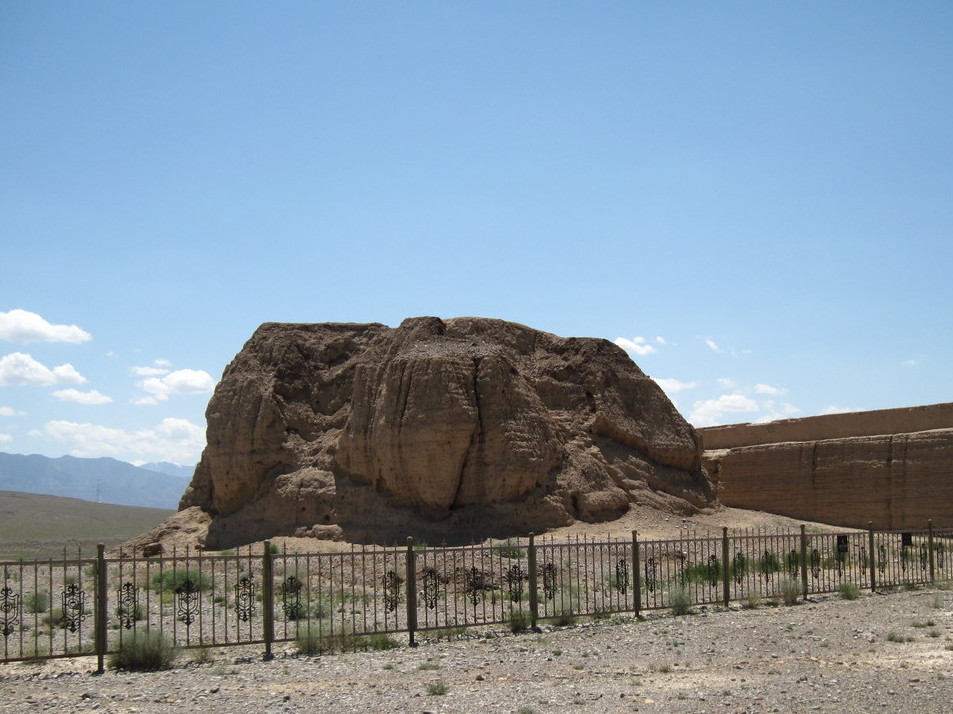
"La Prima Torretta": a Jiayuguan, il termine ovest
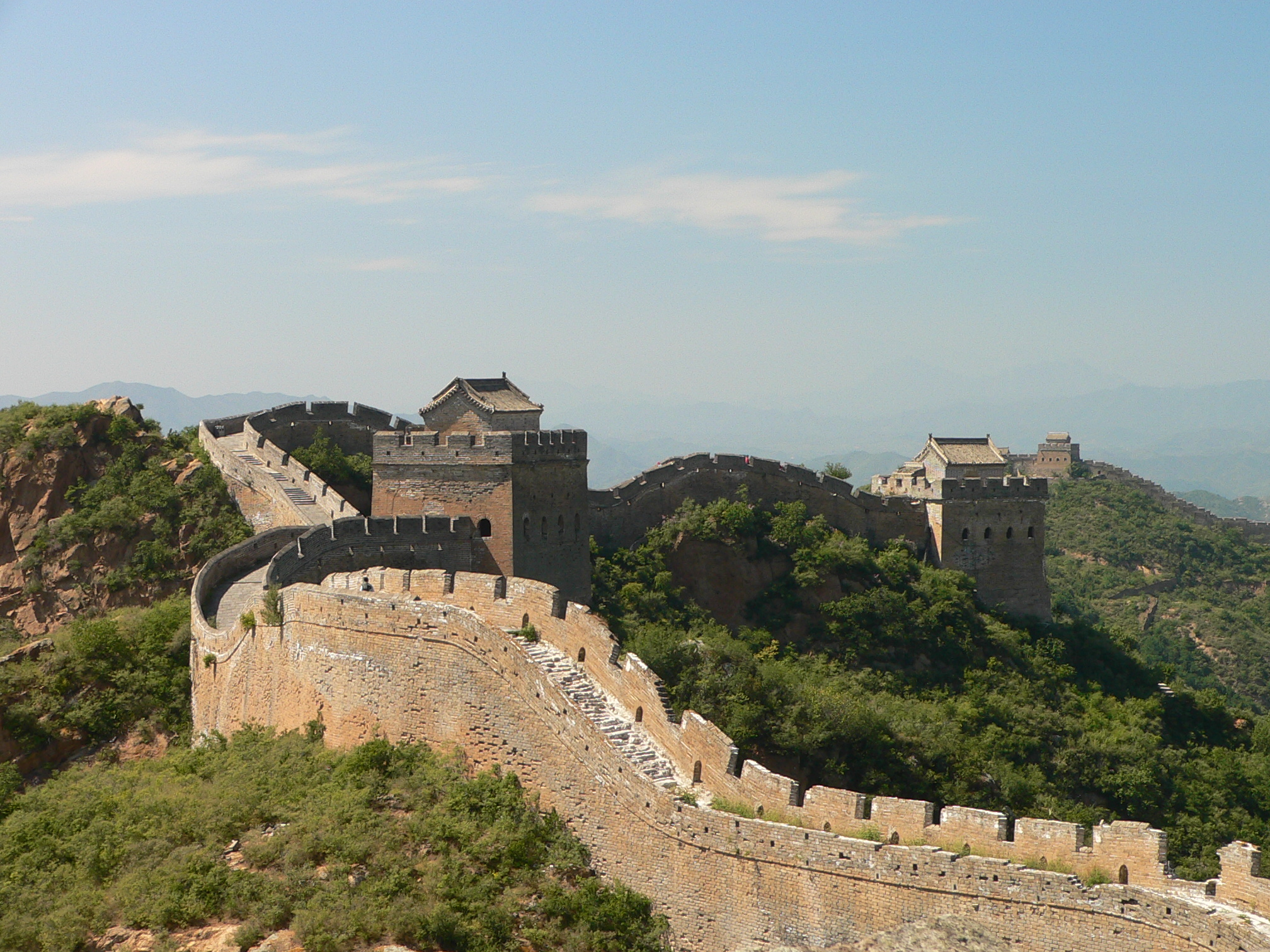
Grande Muraglia Cinese vicino a Jinshanling
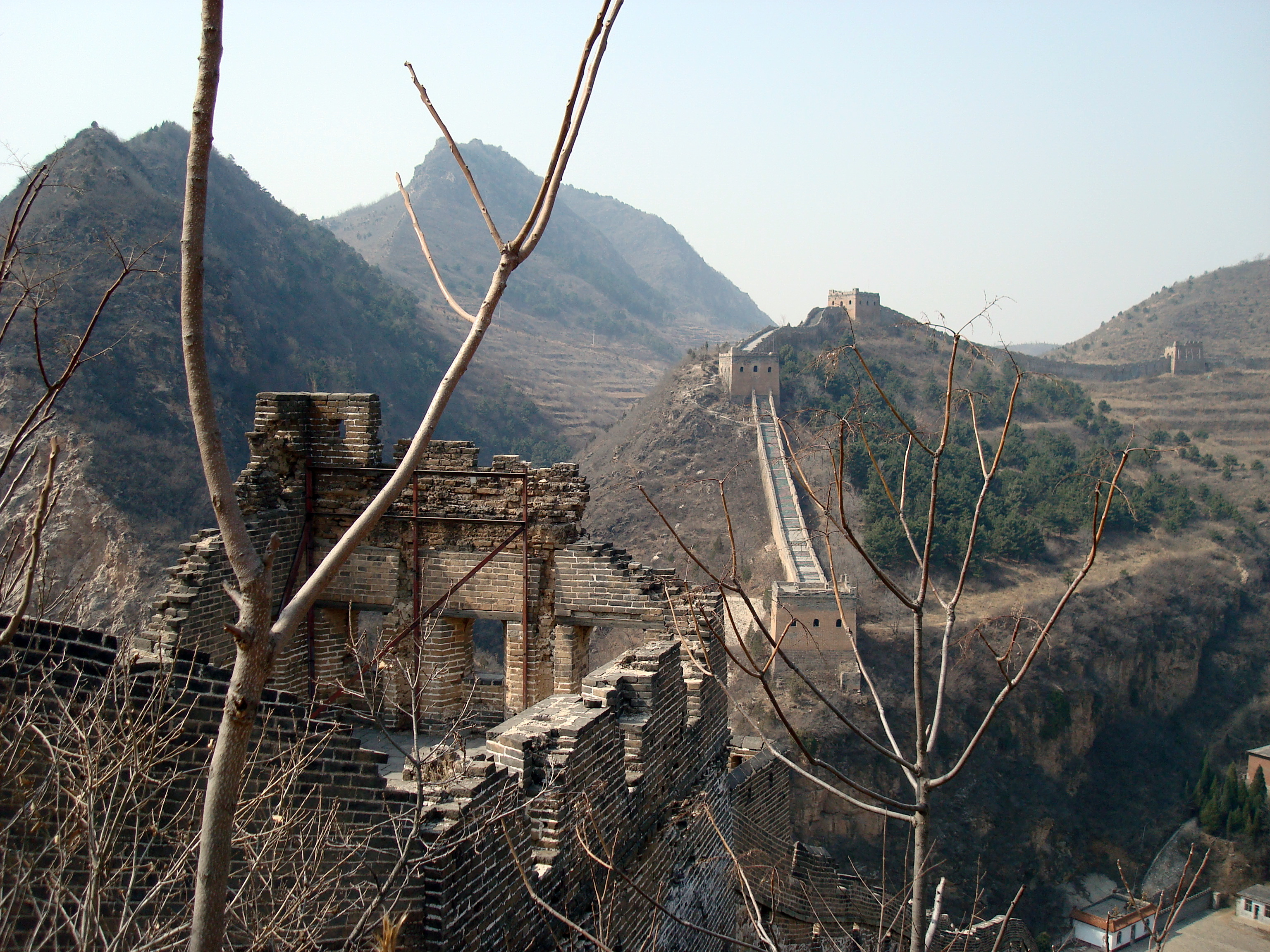
Una porzione della Grande Muraglia Cinese a Simatai, sopra una gola
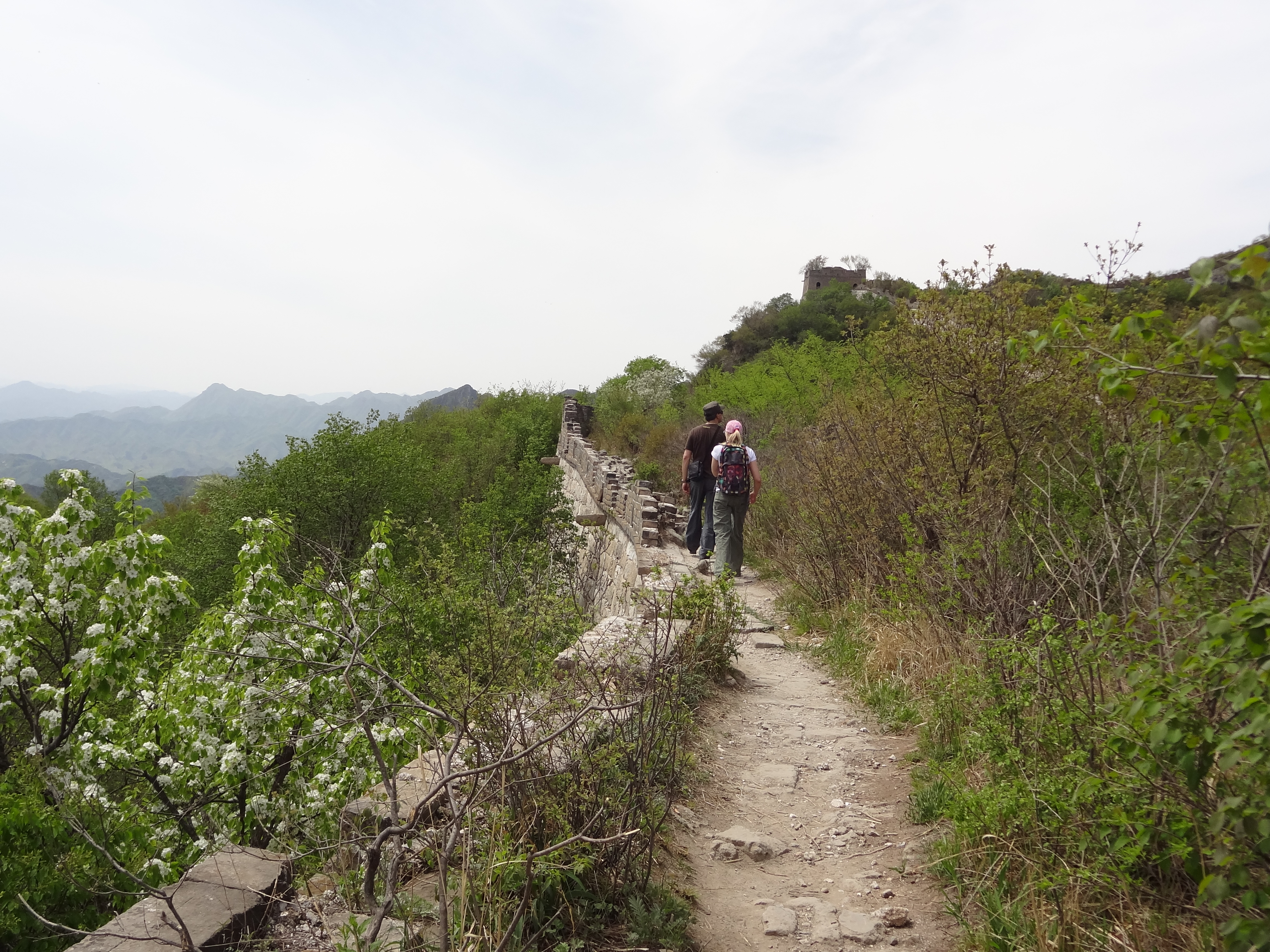
Mutianyu Grande Muraglia, Cina. Questo è in cima al muro su una sezione che non è stata restaurata
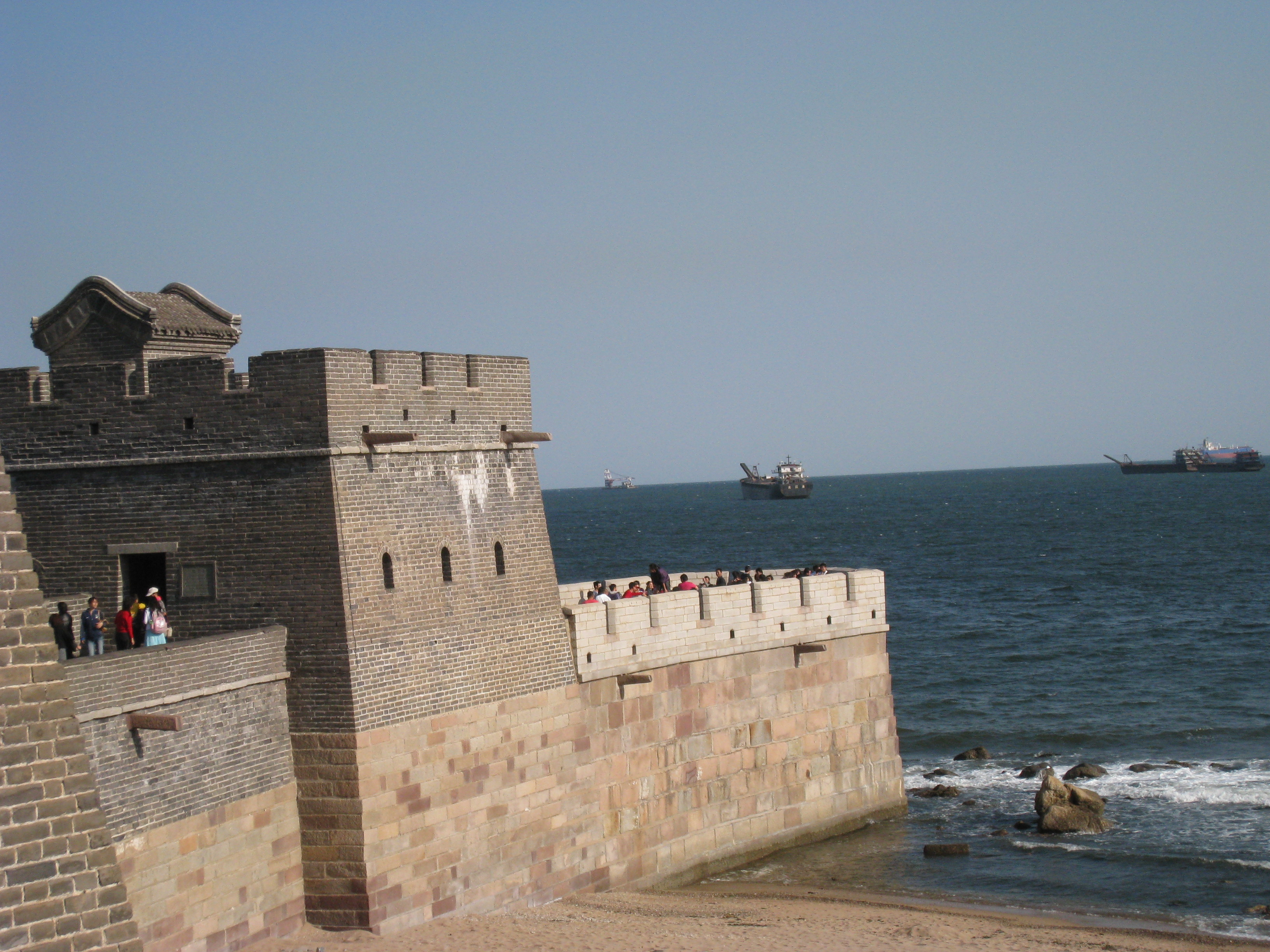
La Testa del Vecchio Drago, la fine est della Grande Muraglia dove essa incontra il mare vicino a Shanhaiguan
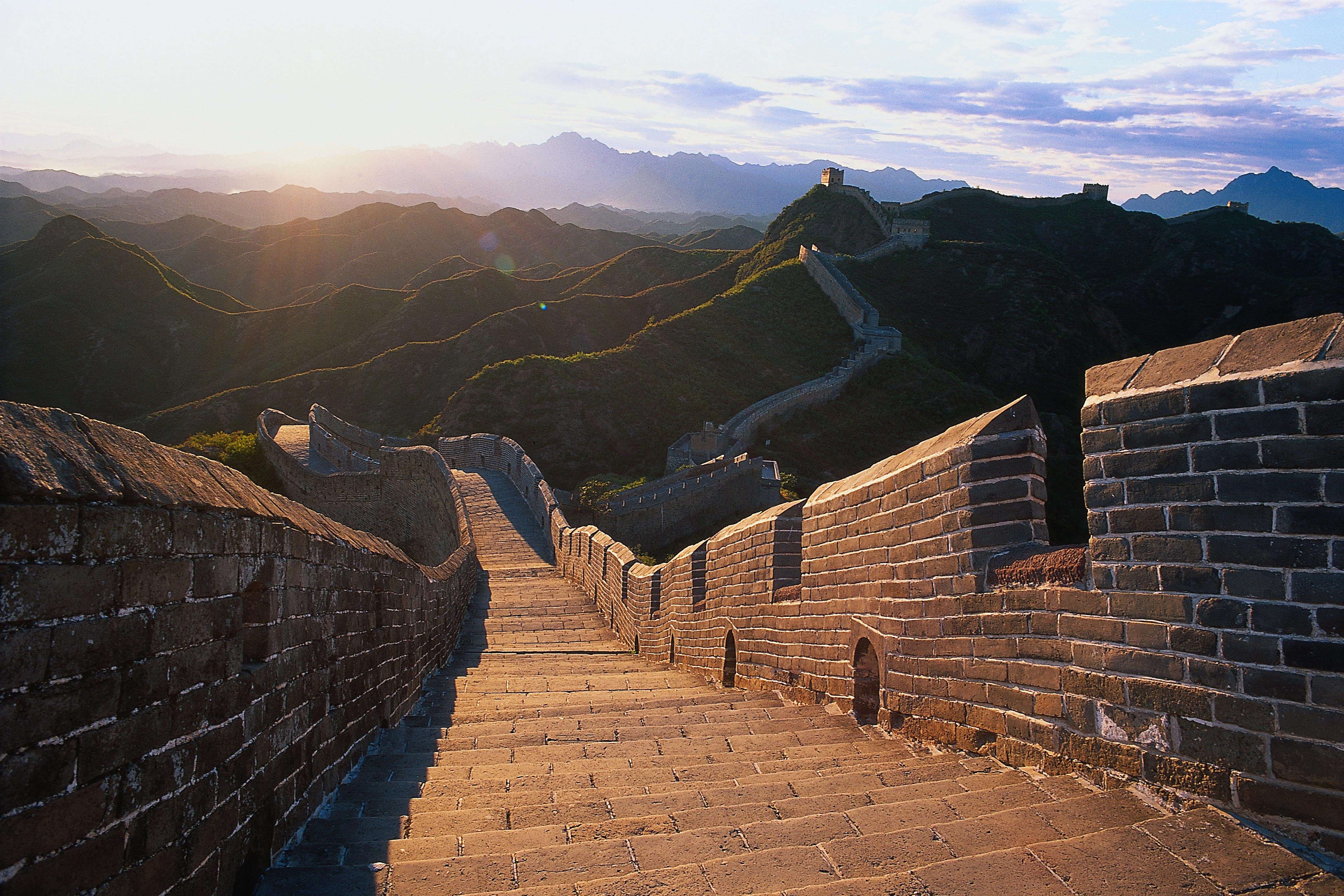
Vista della Grande Muraglia
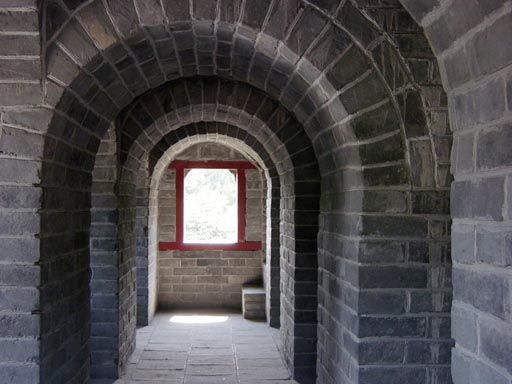
Interno della torre di avvistamento